# 호프리스 레코드
호프리스 레코드(Hopeless Records)는 1993년에 설립한 미국의 인디 음반사로, 본사는 캘리포니아주 밴나이즈에 위치하고 있으며, 대표적인 아티스트는 옐로카드, 실버스테인, 더 유즈드, 올 타임 로우 등이 있다.

## 소속 아티스트
- 에어 두바이
- 올 타임 로우
- 실버스테인
- 어벤지드 세븐폴드
- 더 데인저러스 썸머
- 포 더 폭시즈
- 위 아 인더 크라우드
- 옐로카드
- 더 유즈드
- 테이킹 백 선데이
- 썸 41